# Mid Glamorgan

Mid Glamorgan

Mid Glamorgan is een der behouden graafschappen van Wales. Het is nu verdeeld in drie bestuurlijke hoofdgebieden: Bridgend, Merthyr Tydfil en Rhondda Cynon Taf.